# کوه فورو (کاناگاوا)
کوه فورُو (به ژاپنی: 不老山 Furō-san) در استان کاناگاوا (神奈川県) و استان شیزوئوکا (静岡県) قرار دارد. ارتفاع این کوه ۹۲۸ متر است. این کوه جزء سلسله کوه‌های تانزاوا (丹沢山) محسوب می‌شود.